# Accelerationisme
Het accelerationisme is een ideologische concept dat verschillende domeinen omvat. Het wil bepaalde veranderingen in de maatschappij sterk stimuleren, zodat de maatschappij structureel fors verandert. In de rechts-extremistische context verwijst het naar de zogenoemde Siege-cultuur. Aanhangers van deze ideologie hebben als doel een rassenoorlog te ontketenen door middel van terroristisch geweld en op die manier een witte etnostaat te creëren.

## Achtergrond
De ideeën van het rechts-extremistische accelerationisme zijn gebaseerd op de werken van de Amerikaanse neonazi James Mason. In de jaren tachtig van de twintigste eeuw schreef hij een verzameling essays onder de naam Siege waarin hij schrijft over een terroristische politieke strategie. In 2015 werden de essays herontdekt en verspreid via het fascistische forum Iron March.
Aanhangers van het accelerationisme zijn van mening dat de Westerse samenleving opnieuw vormgegeven zou moeten worden met een witte etnostaat als doel. Ze proberen dit te bereiken door het plegen van terroristisch geweld dat zou moeten leiden tot een rassenoorlog. De aanhangers van deze ideologie geloven onder meer dat het witte ras door omvolking wordt uitgedund en dat een Joodse elite te veel macht heeft.
In tegenstelling tot andere extreemrechtse groeperingen zijn accelerationisten van mening dat geweld de enige manier is om omvolking tegen te gaan en een witte etnostaat te kunnen creëren. Volgens de Britse hoogleraar Matthew Feldman wordt geweld door de groepering aangemoedigd: "Door een aanslag te plegen, kun je bewijzen dat je een echte Ariër bent, een echte strijder, door jezelf te selecteren en een heilige te worden voor je ras."

### Atomwaffen Division
Uit het forum Iron March ontstond de terroristische neo-nazi groep Atomwaffen Division. De groep werd geïnspireerd door de organisatie The Order die in de jaren tachtig van de twintigste eeuw werd opgericht door Robert Jay Mathews. De oprichter van de Atomwaffen Division zijn Ryan en Vincent Snyder. Zij hielpen de Amerikaanse neonazi James Mason met het publiceren van zijn essays. Volgens de Southern Poverty Law Center is de Atomwaffen Division "een reeks terreurcellen die werken aan het inluiden van de ineenstorting van de beschaving."

### The Base
Rond de zomer van 2018 werd in de Verenigde Staten de rechts-extremistische groepering The Base opgericht door Rinaldo Nazzaro. Hij deed dit onder het pseudoniem Norman Spear. Deze groep, die hoofdzakelijk aanhangers heeft in de Verenigde Staten en Canada, probeert groepen en aanhangers van over de hele wereld samen te brengen. Volgens de Southern Poverty Law Center wil de groep "een klein aantal actoren inspireren om zich achter hun revolutionaire gedachtegoed te scharen en daarnaar te handelen. Ofwel door kleine, geheime terreurcellen te vormen, ofwel door als lone actor aanslagen uit te voeren".

## Symbolisme
De extreemrechtse accelerationisten maken veelal gebruik van nazistische symbolen en runetekens. Daarnaast worden ook doodskopmaskers gebruikt als symbool voor de beweging.

## Aanhangers
Volgens de Algemene Inlichtingen- en Veiligheidsdienst (AIVD) zijn aanhangers van het accelerationisme in Nederland vaak jongeren tussen de 15 en 25 jaar die uit het zuiden, oosten en noorden van Nederland afkomstig zijn. Volgens de Nationaal Coördinator Terrorismebestrijding en Veiligheid (NCTV) zijn deze jongeren betrokken bij online netwerken van accelerationisten die internationaal actief zijn. Via besloten socialemediakanalen wordt onder meer nazipropaganda gedeeld, worden nieuwe leden gerekruteerd en aanslagen die gepleegd zijn door accelerationisten verheerlijkt. Geschat wordt dat de Nederlandse accelerationistische groepering rond 2016 is ontstaan.
Aanhangers van het accelerationisme hebben een interesse in de krijgsmacht en volgen vaak militaire- en survivaltraingen. Volgens Ferd Grapperhaus vormt de accelerationistische beweging een "reële bedreiging voor de nationale veiligheid en de democratische rechtsorde in Nederland".
Volgens onder meer de NCTV zijn aanhangers van het accelerationisme vaak psychologisch zwak, hebben zij weinig sociale contacten en zijn zij verminderd toerekeningsvatbaar. Doordat deze jongeren kwetsbaar zijn, is het mogelijk dat zij snel kunnen radicaliseren. In 2021 werd geschat dat het in Nederland ging om ongeveer een paar honderd jongeren. In 2023 meldde het Landelijk Steunpunt Extremisme (LSE) een stijging te zien in het aantal jongen dat rechts-extremistische denkbeelden heeft.

## Aanslagen en rechtszaken
Onder meer de daders van de aanslagen op twee moskeeën in Christchurch in 2019 en een schietpartij in Buffalo in 2022 waren aanhangers van het accelerationisme.
In 2021 verschenen de eerste Nederlandse accelerationisten voor de rechtbank. Zij werden ervan verdacht lid te zijn van The Base en een Nederlandse tak van de organisatie te willen opzetten. Daarnaast sprak één van hen over het plegen van een aanslag op Mark Rutte. Beiden werden veroordeeld tot een gevangenisstraf van twee jaar, waarvan achttien maanden voorwaardelijk. Daarnaast kregen zij beiden een taakstaaf opgelegd van respectievelijk 200 en 240 uur. Doordat de twee verdachten reeds in voorarrest hadden gezeten, hoefden zij niet opnieuw de cel in.
In november 2023 vonden huiszoekingen plaats in België, Duitsland, Italië, Litouwen, Kroatië en Roemenië. Enkele personen die mogelijk banden hebben met de Amerikaanse organisatie The Base werden gearresteerd. Zij werden ervan verdacht onder meer gewelddadige en extremistische propaganda te verspreiden en handleidingen om wapens te 3D-printen te delen.